# Slovenské Pravno
Slovenské Pravno é um município da Eslováquia, situado no distrito de Turčianske Teplice, na região de Žilina. Tem 17,17 km² de área e sua população em 2018 foi estimada em 925 habitantes.

## Demografia
| Ano:        | 1994 | 2004   | 2014   | 2024   |
| ----------- | ---- | ------ | ------ | ------ |
| Broj ljudi: | 957  | 952    | 940    | 878    |
| Razlika:    |      | -0,52% | -1,26% | -6,59% |

| Ano:               | 2023 | 2024   |
| ------------------ | ---- | ------ |
| Número de pessoas: | 887  | 878    |
| Diferença:         |      | -1,01% |